# Louis Émile Eugène Bigot
Pour les articles homonymes, voir Bigot.
 (décembre 2015).
Si vous disposez d'ouvrages ou d'articles de référence ou si vous connaissez des sites web de qualité traitant du thème abordé ici, merci de compléter l'article en donnant les références utiles à sa vérifiabilité et en les liant à la section « Notes et références ».
Louis Emile Eugène Bigot, né à Étampes le 23 mars 1853 et mort le 11 juillet 1936, est un général français.

## Biographie
Né à Étampes (Essonne) le 23 mars 1853, Louis Bigot intègre l’École Spéciale Militaire de Saint-Cyr en 1872 (promotion du Shah, 1872-1874). Officier d’infanterie, il est affecté, après avoir servi au 15e régiment d’infanterie, à l’école militaire des sous-officiers d’infanterie en qualité d’instructeur (1876-1880). En avril 1881, il rejoint l’Algérie où il participe à la répression de l’insurrection du Cheikh Bouamama jusqu’en novembre 1882. Puis, officier d’ordonnance du général Prud’homme, il participe à l’expédition du Tonkin dès 1885. Il combat à Binh Dinh (3 septembre 1885) et Ky Phuc (4 septembre 1886). Le 6 octobre 1886, il est félicité par le général Jamont, commandant la division du Tonkin, à la suite des reconnaissances qu’il a dirigées en septembre 1885 dans le Cam Dao. Puis, il s’illustre dans la prise de My Trang (21 octobre 1886) et dans celle de Mou Kay (14 décembre 1886). De retour en métropole en août 1887, il sert successivement dans des régiments d’infanterie. Le 23 juin 1907, Louis Bigot est promu colonel et prend le commandement du 87e régiment d'infanterie (Saint-Quentin). Brillamment noté, il est promu général et commande la 25e brigade d’infanterie en juin 1911. 
Il est nommé à la tête de l’École Spéciale Militaire de Saint-Cyr le 11 septembre 1912. Sous son commandement, la scolarité connaît quelques transformations liées à la nouvelle loi sur le recrutement de 1913, portant la durée du service actif à trois ans. Dès lors, la loi prévoit que les élèves entrent directement à l’École. En revanche, ils doivent effectuer un stage dans un corps de troupe entre les deux années à la Spéciale. Ainsi, trois promotions cohabitent à Saint-Cyr à la veille de la Première Guerre mondiale : Des Marie-Louise (1911-1914), De Montmirail (1912-1914) et De la croix du drapeau (1913-1914). En outre, c’est aussi sous son commandement que le drapeau de la Spéciale est décoré de la croix de la Légion d’honneur par le président de la République, Raymond Poincaré. A la déclaration de la guerre, les élèves et les cadres rejoignent leur affectation. 
L’École ferme le 3 août. Louis Bigot part en campagne lorsqu'éclate la Première Guerre mondiale. Il est promu général de division en octobre 1914. Après avoir commandé la 74e division d’infanterie, il seconde le général commandant la 18e région en 1916.  Il quitte le service actif en octobre 1917. Louis Bigot s’éteint le 11 juillet 1936.

## Décorations
- Légion d'honneur